# 86 Batalion Łączności
86 batalion łączności (86 bł) – samodzielny pododdział łączności Wojska Polskiego.

## Formowanie i zmiany organizacyjne
W celu zapewnienia łączności dowództwu i sztabowi nowo sformowanej 11 Dywizji Lotnictwa Myśliwskiego sformowana została 76 kompania łączności według etatu nr 6/102. Na miejsce stacjonowania kompanii wyznaczone zostały koszary przy ul. Połczyńskiej 32 w Świdwinie.
Rozkazem MON nr 07 z 4 maja 1967 11 DLM przemianowano na 3 Brandenburską Dywizję Lotnictwa Myśliwskiego  i przywrócono jej tradycje wojenne.  
Na podstawie zarządzenia szefa Sztabu Generalnego WP nr 0148/Org. z 18 listopada 1968, dywizyjna 76 kompania łączności została przeformowana w 86 batalion łączności.
Batalion został oddziałem gospodarczym dla: dowództwa 3 BDLM, klucza lotniczego dowództwa 3 BDLM, 19 batalionu radiotechnicznego, 28 RWNS, 47 Polowych Warsztatów Lotniczych, Wydziału WSW, poligonu lotniczego w Podborsku oraz GAM w Świdwinie.